# サマー・ヒロイン
『SUMMER HEROINE』（サマー・ヒロイン）は、1982年7月21日にリリースされた河合奈保子の4枚目のオリジナル・アルバム。規格品番はLP: AF-7133、CT：CAR-1133、CD：33CA-1004。

## 概要
帯コピー：はじける光の中、いま奈保子は夏のヒロイン!!
シングル曲「ラブレター」「夏のヒロイン」を収録。アルバムのコンセプトを ″ひと夏の出会いと別れ″ とし、10代最後の夏、海、恋といったテーマの楽曲が多く収録されている。大半の作曲を馬飼野康二が、2曲を尾関裕司が、1曲を竹内まりやが手掛け、編曲は大村雅朗、若草恵、清水信之らが担当し、一流スタジオ・ミュージシャンたちが多数参加したアルバムとなっている。M-3「ラブレター」はシングルと別バージョンで、間奏が若干長い。
アルバムの収録予定曲の一つとして「けんかをやめて」が用意されていたが、最終的にシングルとしてリリースすることとなり、本作への収録は見送られた。
ジャケット写真はハワイで撮影されたもので、雑誌・明星、雑誌・平凡、ワニブックス、小学館からの提供であった。
2021年11月24日発売のタワーレコード限定版では、レコーディング・エンジニア内沼映二が監修し、菊地功、加藤拓也らによってマスタリングが施された初のSACDハイブリッド盤がリリースされた。ボーナス・トラックとして「ラブレター」のシングル・バージョンが追加収録されている。

## 収録曲

### LP／CT

#### SIDE A
1. I My Me Mine（3:09）
作詞：竜真知子／作曲：馬飼野康二／編曲：大村雅朗
2. Non Stop Summer（3:09）
作詞：竜真知子／作曲：馬飼野康二／編曲：若草恵
3. ラブレター（4:02）
作詞：竜真知子／作曲：馬飼野康二／編曲：若草恵
4. アプローチ（3:29）
作詞・作曲：竹内まりや／編曲：清水信之
5. 帰れない（4:13）
作詞：竜真知子／作曲：馬飼野康二／編曲：大村雅朗

#### SIDE B
1. 夏のヒロイン（3:59）
作詞：竜真知子／作曲：馬飼野康二／編曲：若草恵
2. 夏はSEXY（2:55）
作詞：伊藤アキラ／作曲：尾関裕司／編曲：若草恵
3. ペパーミント・サマー（3:43）
作詞：伊藤アキラ／作曲：尾関裕司／編曲：若草恵
4. Please Please Please（4:11）
作詞：竜真知子／作曲：馬飼野康二／編曲：大村雅朗
5. もうすぐSeptember（3:33）
作詞：竜真知子／作曲：馬飼野康二／編曲：大村雅朗

### CD
1. I My Me Mine
2. Non Stop Summer
3. ラブレター
4. アプローチ
5. 帰れない
6. 夏のヒロイン
7. 夏はSEXY
8. ペパーミント・サマー
9. Please Please Please
10. もうすぐSeptember

#### SACDハイブリッド盤追加収録曲
1. ラブレター〈シングル・ヴァージョン〉（3:12）
作詞：竜真知子／作曲：馬飼野康二／編曲：若草恵

## 参加ミュージシャン
| I My Me Mine - Drums：滝本季延 - Bass：富倉安生 - Electric Guitar：鈴木茂 - Acoustic Guitar：笛吹利明 - Keyboards：西本明、大村雅朗 - Percussions：ペッカー - Trumpets：羽鳥幸次、岡野等、荒木敏男 - Tronbones：新井英治、平内保夫、三田治美、岡田澄雄 - Strings：大野グループ - Backing Vocals：尾形道子、小出博志、東郷昌和 Non Stop Summer - Drums：島村英二 - Bass：金田一省吾 - Electric Guitar：芳野藤丸 - Acoustic Guitar：谷康一 - Keyboards：富樫春生 - Percussions：成島英治 - Strings：大野グループ - Backing Vocals：Feeling Free ラブレター - Drums：伊藤史朗 - Bass：金田一省吾 - Electric Guitar：芳野藤丸 - Acoustic Guitar：安田裕美 - Keyboards：山田秀俊 - Percussions：成島英治 - Trumpets：数原晋、小林正弘、横山均 - Strings：JOEグループ - Backing Vocals：小出博志、東郷昌和 アプローチ - Drums：村上秀一 - Bass：富倉安生 - Electric Guitar：青山徹 - Keyboards：清水信之 - Percussions：浜口茂外也 - Backing Vocals：山川恵津子、鳴海寛 帰れない - Drums：島村英二 - Bass：高水健司 - Electric Guitar：松原正樹 - Acoustic Guitar：笛吹利明 - Keyboards：山田秀俊 - Percussions：浜口茂外也 - Alto Saxophone：ジェイク・コンセプション - Strings：大野グループ - Backing Vocals：山川恵津子 | 夏のヒロイン - Drums：島村英二 - Bass：金田一省吾 - Electric Guitar：芳野藤丸 - Acoustic Guitar：谷康一 - Keyboards：富樫春生 - Percussions：成島英治 - Trumpets：数原晋、小林正弘、荒木敏男、兼崎順一 - Tronbones：新井英治、平内保夫、三田治美、岡田澄雄 - Strings：大野グループ - Backing Vocals：EVE 夏はSEXY - Drums：島村英二 - Bass：金田一省吾 - Electric Guitar：芳野藤丸 - Acoustic Guitar：谷康一 - Keyboards：富樫春生、倉田信雄 - Percussions：成島英治 - Saxophone：ジェイク・コンセプション - Flute：旭孝 - Strings：大野グループ - Backing Vocals：Feeling Free ペパーミント・サマー - Drums：島村英二 - Bass：金田一省吾 - Electric Guitar：芳野藤丸 - Acoustic Guitar：谷康一 - Keyboards：富樫春生、倉田信雄 - Percussions：成島英治 - Harp：山川恵子 - Trumpets：数原晋、小林正弘、兼崎順一、横山均 - Strings：大野グループ - Backing Vocals：小出博志、東郷昌和 Please Please Please - Drums：島村英二 - Bass：高水健司 - Electric Guitar：松原正樹 - Acoustic Guitar：笛吹利明 - Keyboards：山田秀俊 - Timpany：白石健二 - Horn：沖田晏宏、長岡慎 - Strings：大野グループ - Backing Vocals：山田秀俊 もうすぐSeptember - Drums：島村英二 - Bass：高水健司 - Electric Guitar：今剛 - Acoustic Guitar：笛吹利明 - Keyboards：山田秀俊 - Percussions：浜口茂外也 - Alto and Tennor Saxophone：ジェイク・コンセプション - Trumpets：数原晋 - Strings：大野グループ - Backing Vocals：小出博志、東郷昌和 |

## 発売履歴
| 発売日         | レーベル                           | 規格           | 規格品番   | 備考                                 |
| -------------- | ---------------------------------- | -------------- | ---------- | ------------------------------------ |
| 1982年7月21日  | 日本コロムビア                     | LPレコード     | AF-7133    |                                      |
| 1982年7月21日  | 日本コロムビア                     | カセット       | CAR-1133   |                                      |
| 1986年6月21日  | DENON/日本コロムビア               | CD             | 33CA-1004  |                                      |
| 1993年11月21日 | 日本コロムビア                     | CD             | COCA-11159 | 再発盤                               |
| 1996年6月21日  | 日本コロムビア                     | CD-R           | COR-11159  | R盤                                  |
| 2008年12月18日 | 日本コロムビア                     | オンデマンドCD | CORR-10146 | オンデマンドCD                       |
| 2019年12月25日 | Tower to the People/日本コロムビア | CD             | TWCP-116   | タワーレコード限定・紙ジャケット     |
| 2021年11月24日 | Tower to the People/日本コロムビア | SACD           | TWSA-1101  | タワーレコード限定・SACDハイブリッド |

## 参考資料
- 『NAOKO PREMIUM』（解説:土屋信太郎）河合奈保子、日本コロムビア、2007年12月19日。COCP-34705。